# Manuela Cernat
Manuela Cernat (n. 23 aprilie 1945, Paris, Franța) este o scriitoare română, scenaristă și profesoară de istoria și teoria filmului.

## Copilărie și studii
Este fiica lui Iosif Igiroșanu, un diplomat român, și a traducătoarei Esmeralda (Anda) Boldur-Lățescu (n. 1924 – d. 1996 ). La doi ani și jumătate s-a întors alături de părinți în țară. De asemenea, este fiica adoptivă a scriitorului Mihnea Gheorghiu, după căsătoria acestuia cu Anda Boldur. S-a căsătorit cu dirijorul Răsvan Cernat.
A terminat Liceul nr. 10 din București (în prezent Școala Centrală), după care a urmat cursurile Institutul de Artă Teatrală și Cinematografică „I. L. Caragiale”, secțiunea Teatrologie-Filmologie în perioada 1963-1968 (cu o lucrare de licență intitulată Jean-Luc Godard sau cinematograful contestării). În 1974 devine doctor în filologie cu teza Tema păcii și a războiului în filmul european. 1895-1970. Între anii 1983 și 1991 a fost director la Institutul de Istoria Artei al Academiei Române.

## Activitate publicistică și radio
De-a lungul timpului a colaborat cu mai multe reviste culturale, printre care „România Liberă”, „Informația Bucureștiului”, „România Literară”, „Contemporanul”, „Luceafărul”, „Tribuna”, „Ramuri”, „Steaua”, „Secolul 20”, „Ateneu”, „Cronica”, „Magazin”, „Privirea”, „Tribuna României”.
A colaborat cu „Radio România”, „Radio România Internațional”, „France Culture”, „Radio Monte Carlo”, „Radio France Internationale”, „BBC”, „Radio Nacional de Espana”, "Radio Exterior" în perioada 1968-1990. De atunci până în prezent a colaborat cu „Radio România Actualități”, „România Internațional”, „PROFM”, „Radio Contact”, „Uniplus”, „Radio 21” și „Radio România Cultural”.
A obținut Premiul pentru critică cinematografică al Asociației Cineaștilor din România (ACIN) pe anul 1980 „pentru activitatea istoriografică și de promovare a cinematografului tânăr”.
Printre afilierile sale se numără:
- Uniunea Scriitorilor din România;
- Uniunea Cineaștilor din România;
- Asociația Profesioniștilor de Televiziune din România (A.P.T.R.);
- Asociația Ziariștilor din România;
- Vice-Președinte al Société Européenne de Culture (Veneția);
- Secretar General al Centrului Român a Société Européenne de Culture (București);
- Președinte (2008-2013). Președinte Onorific (din 2013) a S.E.E.C.S. – South Eastern European Cinema Schools;
- Președintă a Fundației Română pentru Cooperare cu Europa Centrală și de Est (București);
- Membru fondator și Membru al Consiliului de Administrație a Fundației Europene ALFA (Budapesta);
- FIPRESCI - Federația Internațională a Presei Cinematografice (München);
- CIDALC – Comitetul Internațional pentru Difuzarea Artelor și Literaturii prin Cinematograf (Paris);
- Biroul Executiv al Balkan Film Board (Atena);
- Comitetul Internațional pentru Filmul de Scurt Metraj (Montréal);
- consultant a Imamori Foundation (Tokyo);
- Societatea de Cooperare Interbalcanică a Femeilor (Salonic);
- Comitetul Directoral al Societății de Cooperare Interbalcanică a Femeilor din România (București);
- Societatea Ziariștilor Hispanofoni (București);
- Vicepreședintă a Societatea de Colaborare Științifică și Culturală România - Spania (București);
- European Film College (Ebeltoft).

## Premii
- Premiul pentru critică cinematografică al Asociației Cineaștilor din România (1980);
- Diplomă a Uniunii Cineaștilor (1995);
- Diplomă a Grupului de Presă al Ministerului Apărării Naționale (1996);
- Premiul „Women of the Year” al revistei „Privirea” (2000);
- Comandor al Ordinului „Meritul Cultural” (2003);
- Diplomă a Curții Imperiale din Japonia (2003);
- Cavaler al Ordinului Republicii Italiene „Stella della Solidarietà Italiana” (2005);
- Doctor Honoris Causa al Universității Ovidius, Constanța (2006);
- Premiul „Ambasador cultural” - ENCI Trieste (2008);
- Premiul Academic al Uniunii Cineaștilor (2014).
- Doctor Honoris Causa al Academiei de Teatru și Film din Chișinău (2019)